# Haplochromis crassilabris
Haplochromis crassilabris là một loài cá thuộc họ Cichlidae. Nó được tìm thấy ở hồ Victoria, ở Kenya, Tanzania, và Uganda.